# 渋沢小哉芳
渋沢 小哉芳（しぶさわ さやか、1984年4月5日 - ）は、東京都出身の飛込競技選手。現在は新潟県在住でセントラルNEXT21、長岡ダイビングクラブ所属。

## 概要
子供のころは競泳を行っていたが、父親の転勤先で飛び込み競技に出会ったのをきっかけに始める。
東京都立保谷高等学校を経て日本大学へと入学。大学時代には2007年にタイのバンコクで開催された第24回ユニバーシアードへと出場し6位の入賞を果たした。しかし2007年の日本選手権にて入水に失敗し手首を骨折、翌年には手術を行った。2009年の日本選手権では3m飛板飛込にて馬淵優佳、中川真依を破り初優勝を果たし、2009年世界水泳選手権への出場権を獲得した。
リオデジャネイロ出場を目指したが、2015年7月31日の世界選手権の3メートル板飛び込み準決勝にて14位。12位以内に与えられるオリンピック出場権に届かず、2016年に現役を引退。
その後、東京オリンピック出場を目指し、2019年に現役復帰。3年のブランクがありながら、2019年9月21日、第95回日本選手権にて金戸華とのペアでシンクロ飛び板飛び込み部門で5年ぶりの優勝を果たす。しかし、2020年2月5日に行われた飛込競技の国際大会派遣選考会では3位に終わり、シンクロ種目での出場は叶わなかった。